# 캐넌볼 애덜리
캐넌볼 애덜리(Cannonball Adderley, 1928년 9월 15일 ~ 1975년 8월 8일)는 미국의 색소폰 연주자이다. 동생으로 코넷 연주자인 냇 애덜리가 있다.
힘찬 알토 색소폰 주자이다. 펑키(funky)한 스타일을 특징으로 한다. 1956-1957년에 동생인 냇과 캄보를 가졌으나 1958년 마일즈 데이비스의 캄보에 들어갔다가 다음 해에 다시 독립하였다. <디스 히어>, <워크 송>, <잼 더티 블루스>, <머시, 머시, 머시> 등 펑키하고 알기 쉬운 작품으로 인기를 얻었다.

## 경력
- 1948년 포트로더데일고등학교 밴드부 교사
- 1957년 ~ 1959년 마일즈 데이비스 퀸넷 활동